# Halász László (karmester)
Halász László (Debrecen, 1905. június 6. – Port Washington, New York, 2001. október 26.) magyar-amerikai zongoraművész, karmester, zenekarvezető. A tanulmányait Budapesten folytatta. 1936-ban az Egyesült Államokba települt, ahol Arturo Toscanini asszisztense lett. Nem sokra rá a St. Louis Operához hívták, ahol idővel karmesteri és zenei igazgatói munkát kapott. 1943-ban megalapította a New York City Opera-t. 1951-ig ennek a művészeti és zenei igazgatója volt. Közben a Chicagói Opera megalapításában, művészeti és zenei igazgatásában is részt vállalt. 1951-től 1957-ig a Remington Records ügyvezetője és zenei igazgatója volt. 1965 és 1967 között a Peabody Conservatory, valamint az Eastmann School of Music karmesteri és opera tanszékeit vezette. 1975-től egyetemeken tanított, különböző együtteseket vezényelt.
Felesége Suzette Forgues csellista volt.

## Élete
Szülei Halász Nándor aranyműves és Eichhorn Regina (1882–1969) voltak. Testvére, Halász György ékszerész mint munkaszolgálatos 1943-ban eltűnt Voronyezsnél.
Elemi iskolai tanulmányait a debreceni izraeli hitközség iskolájában folytatta 1911 és 1913 között. Zenei pályára nagybátyja, Szántó Teodor zongoraművész és zeneszerző ösztönzésére lépett. Tanulmányait a Magyar Királyi Zeneakadémián folytatta. Tanárai Bartók Béla, Dohnányi Ernő, Weiner Leó és Kodály Zoltán voltak. Zongoraművészi és karmesteri diplomáját 1929-ben szerezte meg.
1928-ban mutatkozott be előadóművészként, és ugyanekkor került a Magyar Királyi Operaházhoz konduktorként. Nem sokra rá megkapta Elisabeth Sprague Coolidge zongoraművész kortárs kamarazenét népszerűsítő alapítványának a díját, melyet Weiner Leó 1922-ben ugyancsak elnyert.
1930-ban a magyar származású Széll György karmester asszisztense lett a prágai Német Operában. Később az USA-ban is dolgoztak együtt. Széllhez hasonlóan maximalista volt, és abszolutista módszerekkel dolgozott. Megkövetelte például a nagyszámú, fegyelmezett próbát. Ebben az időben az August Förster német zongoragyár is alkalmazta mint reklámozó zongoraművészt.
1931-ben feladta zongorista karrierjét, hogy a karmesteri hivatásra összpontosítson. 1932-ben az Alexander Sakharoff orosz-francia balettművész vezette Sakharoff (Szaharov) Balett zeneigazgatójának nevezték ki, ami Edit Rockefeller (John D. Rockefeller lánya) támogatásával sokfelé megfordult a világban.
1933-ban a bécsi Volksoperben vezényelt. 1935–1936-ban Arturo Toscanini és Bruno Walter asszisztenseként működött a Salzburgi Ünnepi Játékokon.
1936-ban érkezett az Egyesült Államokba. Toscanini Széll Györgyöt és őt felkérte, hogy legyenek az asszisztensei New York-ban, az NBC Szimfonikusoknál.
Nem sokra rá Toscanini beajánlotta a St. Louis Operához kórusmesterként. Ez volt az első amerikai operamunkája. Karmesterként 1937-ben debütált. Wagner Trisztán és Izolda című művét vezényelte úgy, hogy Leo Blech karmester helyére ugrott be váratlanul. 1939-ben a társulatot St. Louis Grand Opera néven átszervezték. Ekkor az intézmény művészeti és zenei igazgatójának nevezték ki. Megbízatása 1941-ig tartott.
Vendégkarmesterként közben máshol is szerepelt az Egyesült Államokban. Egyik munkája Kodály Zoltán Háry János című filmjének amerikai premierje volt az 1939-es New York-i világkiállításon.
1943-ban Fiorello H. LaGuardia, New York polgármestere felkérte, hogy vállalja el a New York City Opera zenei igazgatójának tisztét. Visszaemlékezése szerint a polgármester magyarul beszélve kereste meg telefonon.
A társulat az 1944 februárjában kezdődő évadban Puccini Tosca, Flotow Martha és Bizet Carmen című darabját adta elő a vezényletével. A jegyárak 75 cent és 2 dollár között mozogtak. Belátta ugyanis, hogy az új opera nem versenyezhet a nagy bevétellel rendelkező Metropolitan (MET) operaházzal. Az üzleti modellt és a műsort ezért a Ford T-modell autó mintájára dolgozta ki. Fiatalokat hívott szerepelni. Olcsón, nagyobb tömegeknek kínált jegyeket. Nagy gondja volt a modern, új bemutatókra, az amerikai bemutatókra, valamint arra, hogy a külföldi operákat lefordítsák, és angolul adják elő.
Koncepcióját mindenfelől támadták. Új felfedezettjeit a MET gyakran magához csábította. Bírálták túlzó szigora és modernsége miatt is. A MET-et megelőzve ő kezdett színesbőrű művészeket hívni szerepelni, és ő vezényelte elsőként az afroamerikai komponisták doyenjének tartott William Grant Still Troubled Island című szerzeményét. Amikor tervbe vette David Tamkin Dybbuk című művének világpremierjét, végképp szembe került az opera vezetésével. Ekkor lemondott stábjának tagjaival együtt, mire a vezetőség meghátrált. Ám nem sokkal később, amikor a szakszervezettel is konfliktusba került, felmondtak neki. 1951-ig vezette a  New York City Operát.
Ezt követően második karrierbe fogott. Lemezkiadó lett a Remington Records cégnél, és számos zongora-, opera- és szimfonikus felvételt készített Európában és az Egyesült Államokban. Például Jorge Bolet (1914–1990)  és Kilényi Ede (Edward Kilenyi jr.) zongoraművészek koncertfelvételeit. Közben operát vezényelt frankfurti, barcelonai, budapesti, londoni és dél-amerikai operákban.
1965-1969 között tanárként működött a baltimore-i Johns Hopkins Egyetem Peabody Conservatory, valamint a rochesteri Eastman School of Music intézményekben. A karmesteri és az opera tanszékeket vezette.
1963-ban a Long Island-i Art Festival zenei főigazgatójának nevezték ki. 1969-ben meghívta ide Würtzler Arisztid hárfás mesterkurzusát. Ekkor fogalmazódott meg a New York Harp Ensemble megalakításának az ötlete. 1964-ben a New York-i világkiállítás zenei irányítását bízták rá.
Feleségével, Suzette F. Forgues (1918–2004) csellistával, zenetanárral félévszázadon át éltek együtt. Két gyermekük született, George Halasz és Suzanne Halasz.

## Kitüntetései
- Recipient Page One award Newspaper Guild New York, 1968
- Merit award National Association American Composers and Conductors
- Arturo Toscanini award John F Kennedy Library for Minorities, 1972
- Conductor of Year National Orchestra Montevideo (Uruguay), 1976, 1978, 1979.

## Külső kapcsolatok
- Bruce Duffie: Conductor Laszlo Halasz. A Conversation with Bruce Duffie. (1987. november 28.)
- HarpPost: Adalékok Würtzler Arisztid életútjához. (2023. január 23.)